# Metalectra charopus
Metalectra charopus là một loài bướm đêm trong họ Erebidae.